# Ulrich Horndash
Ulrich Horndash (* 10. November 1951 in Nürnberg) ist ein deutscher Künstler.

## Leben
Nach dem Besuch des humanistischen Gymnasiums bei St. Anna in Augsburg bis zum Abitur im Jahr 1972 studierte Horndash von 1973 bis 1979 Kunsterziehung an der Akademie der bildenden Künste München und anschließend Kunstgeschichte an der Ludwig-Maximilians-Universität (LMU) in München. Seit dieser Zeit ist er als freischaffender Künstler tätig. Es folgten Ausstellungen im In- und Ausland neben einer Reihe von Wandgestaltungen, die er im Auftrag produziert. Er unternimmt viele meist naturwissenschaftlich motivierte Reisen. Während eines Studienaufenthalts in Paris 1985/86 befasste er sich u. a. mit der zeitgenössischen Mode. 1993/94 übernahm er eine Gastprofessur am Lehrstuhl für Bildnerisches Gestalten an der Architekturfakultät der TU München.
Horndash ist mit der Wiener Photographin Christin Losta verheiratet und lebt in München.

## Einzelausstellungen
- 1982 Der Weg lohnt sich, Kunstforum München
- 1983 Selbsterreger, Galerie Tanja Grunert, Stuttgart
- 1983 Galerie Rüdiger Schöttle, München
- 1984 Galerie ’t Venster, Rotterdamse Kunststichting, Rotterdam
- 1985 Tricolore, Galerie Tanit, München
- 1986 Lagerfeld, Wolff Gallery, New York
- 1986 Face au Drapeau, CC Galerie, Graz
- 1987 Belle Alliance, Galerie Albert Baronian, Bruxelles
- 1987 Hellas, Galerie Tanit, München
- 1988 FORUM’88, Hamburg
- 1988 L’Architecte du Roi, Wolff Gallery, New York
- 1989 Dynamite, Burnett Miller Gallery, Los Angeles
- 1989 Alter Ego, Magasin, Centre National d’Art Contemporain, Grenoble Galerie Georges Verney-Carron, Villeurbanne
- 1989 Weimar, Galerie Tanit, München
- 1990 Rappel à l’ordre, Galerie Albert Baronian, Bruxelles Veduta, Galerie Tanit, Köln
- 1990 Futurism of the engineers or architecture as anticipation of the past, Contemporary Art Gallery, Vancouver
- 1992 Immer: Grundriß! Kinder! Kinder! Städtische Galerie im Lenbachhaus, München
- 1992 Haus der Flurwächter, Haags Gemeentemuseum, Den Haag
- 1992 Geometrie, Kunstverein Salzburg
- 1995 o.T., Galerie Tanit, München
- 1996 Abstracts, Galerie Renos Xippas, Paris
- 1997 Interface, Galerie Tanit, München
- 2000 Floatglass, Galerie Windows, Bruxelles
- 2002 First Light, Galerie Tanit, München
- 2004 Geologie, Artothek, München
- 2006 Roter Riese, Weißer Zwerg, Galerie Tanit, München
- 2011 Prisma, Kunstpavillon, München
- 2016 Schwarze Raucher, vonform, München

## Texte und Interviews
- Abortkunst. Erotische Graffiti, Kunstverein München, 1981.
- Föhn, in: Kunstforum International, Bd. 65, Köln 1983, S. 92 f.
- Der Weg lohnt sich, in: Wandbild, Kunstforum/Städt. Galerie im Lenbachhaus München 1983.
- Odeon. Tagebuchaufzeichnungen, Museum Villa Stuck, München 1985.
- Kostümfotos, Gemeinschaftsarbeit mit Christin Losta, in: Kunstforum International, Bd. 81, Köln 1985, S. 146 ff.
- Ich und ich. Bemerkungen über Montaigne, in: Code, 5. Ausgabe, Amsterdam 1986, S. 50 f.
- Face au Drapeau. Ein Briefwechsel mit Helmut Draxler, dtsch./engl., Galerie Tanit, München 1987.
- Zitat, in: Spazio Umano, Bd. 3, Milano 1987, S. 148 ff.
- Gorgo. Essays. Künstlerhaus Bethanien/Büro Berlin, Berlin 1987.
- Archaisches Lächeln. Ein Gespräch mit Daniela Goldmann, in: Nike, Nr. 27, München 1989, S. 14 ff.
- Revolution ist ein Geisteszustand. Ein Gespräch mit Heinz Schütz, in: Kunstforum International, Bd. 99, Köln 1989, S. 244 ff.
- Barras, Herztod und Latein, in: Kunstforum International, Bd. 102, Köln 1989, S. 184 ff.
- Immer: Grundriß! Kinder! Kinder! Kommentare. Städt. Galerie im Lenbachhaus, München 1992.
- Die Ruinenbaumeister, in: Kunstforum International, Bd. 128, Köln 1994, S. 295 ff.
- Kontextkunst, was ist das? Antwort auf eine Umfrage der Zeitschr. Noema, in: Noema Nr. 41, Salzburg 1996.
- Geologie. Ansichten der Painted Desert in Arizona. Text zur Ausstellung in der Artothek, München 2004.
- Leben auf fremden Planeten. Bitte füttern! Ulrich Horndash im Gespräch mit Simon Penrose. Langemann & Langemann, München 2009.
- Plemplem. Ulrich Horndash im Gespräch mit Simon Penrose. Langemann & Langemann, München 2012.
- die Straße. Gedichte. Langemann & Langemann, München 2016.